# Janův Důl
Janův Důl (deutsch Johannesthal) ist eine Gemeinde in Tschechien. Sie liegt elf Kilometer südwestlich des Stadtzentrums von Liberec und gehört zum Okres Liberec.

## Geographie
Janův Důl befindet sich südwestlich des Jeschkengebirges viereinhalb Kilometer vom Ještěd entfernt auf der Ralská pahorkatina (Rollberghügelland) am Oberlauf der Ploučnice. Nordöstlich erhebt sich der Činkův kopec (502 m) und im Westen der Stejskalův kopec (433 m). Westlich des Dorfes liegt die Untere Polzenquelle (Hlavní pramen Ploučnice) und im Nordwesten die ehemalige Urangrube Křižany I.
Nachbarorte sind Druzcov im Norden, Křižany und Dolení Paseky im Nordosten, Rozstání im Osten, Kozlenec, Suchý Janův Důl, Modlibohov und Sobákov im Südosten, Kotel im Süden, Osečná, Lázně Kundratice und Jenišov im Südwesten, Chrastná und Břevniště im Westen sowie Lesní Domky, Druzcovský Dvůr und U Lípy im Nordwesten.

## Geschichte
Die erste urkundliche Erwähnung des Dorfes erfolgte im Jahre 1569, als Johann von Oppersdorff, Freiherr von Aich und Friedstein das Gut Drausendorf einschließlich der neuen Ansiedlungen Jintscher und Johannesthal von den Biebersteinern erwarb. Beide Siedlungen wuchsen später zusammen, und es entstand das heutige Dorf.
Nach der Aufhebung der Patrimonialherrschaften bildete Johannesthal / Janův Důl ab 1850 eine Gemeinde im Gerichtsbezirk Niemes bzw. im Bezirk Böhmisch Leipa. 1930 hatte die Gemeinde 284 Einwohner, die mehrheitlich Deutsche waren. In Johannesthal lebte auch eine tschechische Minderheit.
Nach dem Münchner Abkommen wurde Johannesthal 1938 dem Deutschen Reich zugeschlagen und gehörte zunächst zum Landkreis Böhmisch Leipa. 1939 lebten in Johannesthal 252 Menschen. Zum 1. Mai 1939 erfolgte eine Umgliederung der Gemeinde zum Landkreis Reichenberg.
Nach dem Ende des Zweiten Weltkrieges kam das Dorf zurück zur Tschechoslowakei und wurde Teil des Okres Liberec-okolí.
1961 verlor Janův Důl seine Selbständigkeit und wurde nach Rozstání eingemeindet und zugleich zum Okres Liberec zugeordnet. 1980 erfolgte die Eingemeindung nach Světlá pod Ještědem; seit 1992 besteht die Gemeinde wieder.
In Janův Důl besteht der Campingplatz „Camping 2000“, der vornehmlich von Niederländern aufgesucht wird. In der ehemaligen Schule hat das Gemeindeamt seinen Sitz. Seit 2004 führt Janův Důl ein Wappen und Banner.

## Gemeindegliederung
Für die Gemeinde Janův Důl sind keine Ortsteile ausgewiesen. Zu Janův Důl gehören die Ansiedlungen Suchý Janův Důl und Zadní Ves.

## Sehenswürdigkeiten
- Kapelle, erbaut 1796, die am Campingplatz befindliche Kapelle wurde im Jahre 2005 rekonstruiert, ist seit 2006 Ziel der Johanniswallfahrt im Dorf
- Marterl